# Demissie Dagnachew
Demissie Dagnachew – etiopski piłkarz grający na pozycji pomocnika. W swojej karierze grał w reprezentacji Etiopii.

## Kariera reprezentacyjna
W 1982 roku Dagnachew został powołany do reprezentacji Etiopii na Puchar Narodów Afryki 1982. Zagrał na nim w dwóch meczach grupowych: z Nigerią (0:3) i z Algierią (0:0).